# Chi Trinh đằng
Chi Trinh đằng (danh pháp khoa học: Parthenocissus, từ đồng nghĩa: Landukia) là một chi chứa một số loài dây leo trong họ Nho (Vitaceae). Nó chứa khoảng 10 loài, có mặt ở châu Á và Bắc Mỹ. Tuy nhiên, một số danh pháp hiện vẫn chưa rõ ràng và có thể là các từ đồng nghĩa hay từ gốc đồng nghĩa của các chi khác như Vitis (nho), Ampelopsis (chè dây). Một vài loài được trồng làm cây cảnh hay làm thuốc trong Đông y. Tên gọi chung của chúng trong tiếng Trung là 爬山虎, phiên âm ba sơn hổ.
Các loài Parthenocissus bị ấu trùng của một số loài côn trùng thuộc bộ Lepidoptera phá hại, chẳng hạn Euproctis chrysorrhoea và Naenia typica.
Một số loài
- Parthenocissus austro-orientalis, trinh đằng đông nam, đông nam ba sơn hổ- có ở Trung Quốc
- Parthenocissus chinensis trinh đằng Trung Quốc- Tứ Xuyên, Trung Quốc
- Parthenocissus henryana, từ Trung Quốc
- Parthenocissus heptaphylla, trinh đằng bảy lá - có ở Texas và México
- Parthenocissus heterophylla, trinh đằng khác lá, dị diệp ba sơn hổ - có ở Trung Quốc, Đài Loan, Việt Nam, Indonesia
- Parthenocissus himalayana, trinh đằng ba lá, trinh đằng Himalaya, tam diệp ba sơn hổ - có ở Himalaya, miền nam Trung Quốc và Đài Loan
- Parthenocissus pedata, trinh đằng chân - Đông Dương
- Parthenocissus quinquefolia = Vitis hederacea, gọi là dây leo Virginia, miền đông Bắc Mỹ
- Parthenocissus semicordata, có ở Himalaya
- Parthenocissus tricuspidata, dây leo Nhật Bản hoặc thường xuân Boston, có ở miền đông châu Á
- Parthenocissus thomsonii, trinh đằng lá phấn, phấn diệp ba sơn hổ - có ở Trung Quốc
- Parthenocissus vitacea, dây leo cây bụi, thân gỗ hay nho thân gỗ, có ở miền tây và miền bắc Bắc Mỹ

## Lưu ý
1. ↑  Tại trang Web của IPNI liệt kê khoảng 42 danh pháp.

## Hình ảnh

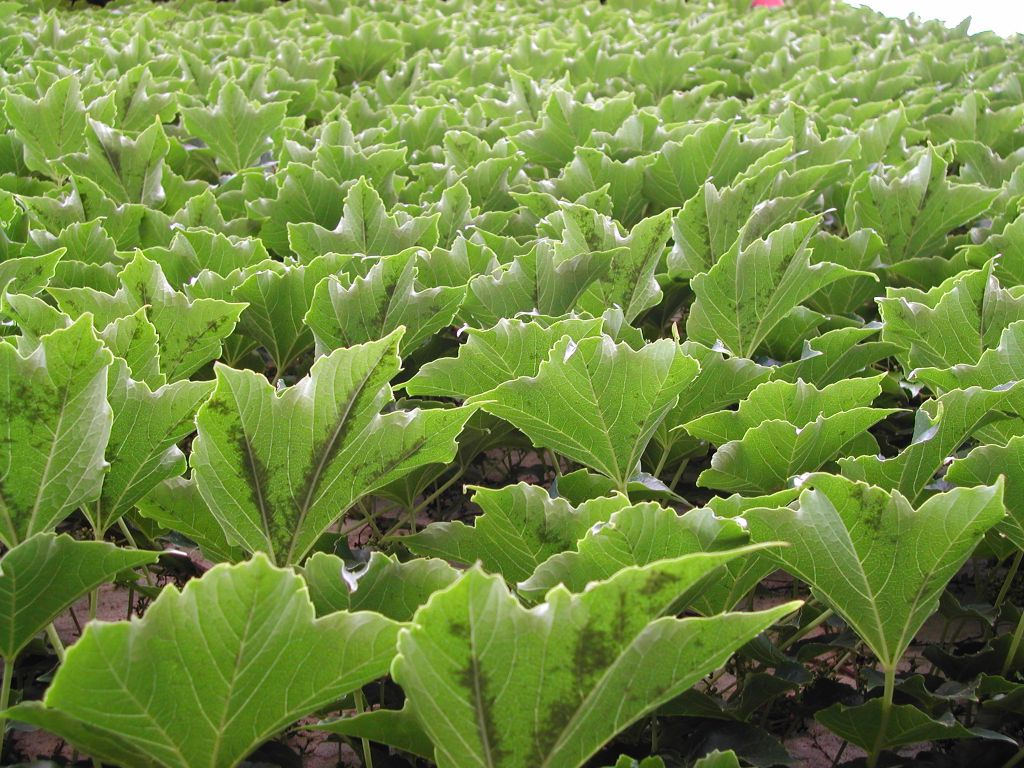
Trinh đằng ba mũi (Parthenocissus tricuspidata)
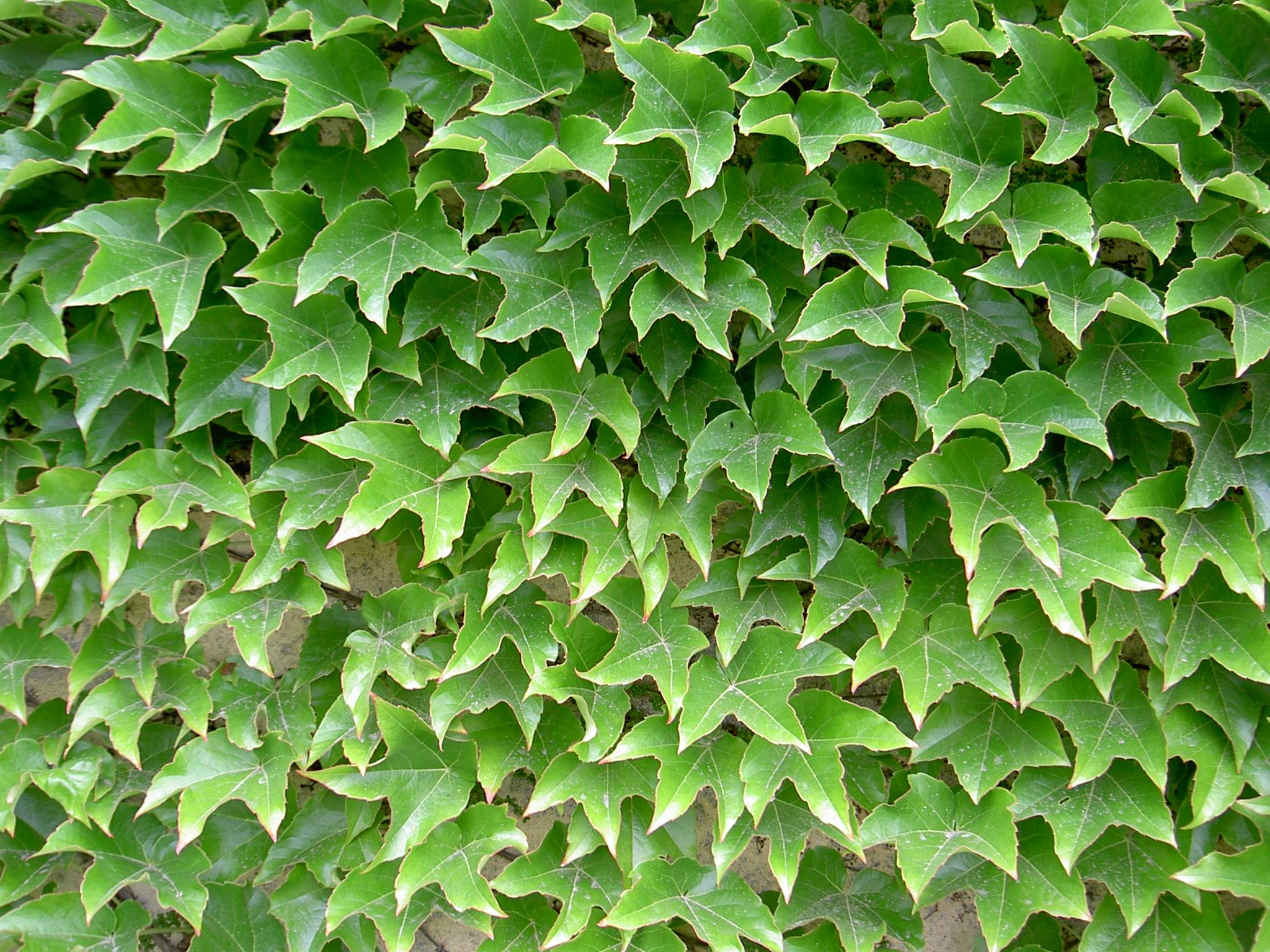
Trinh đằng ba mũi
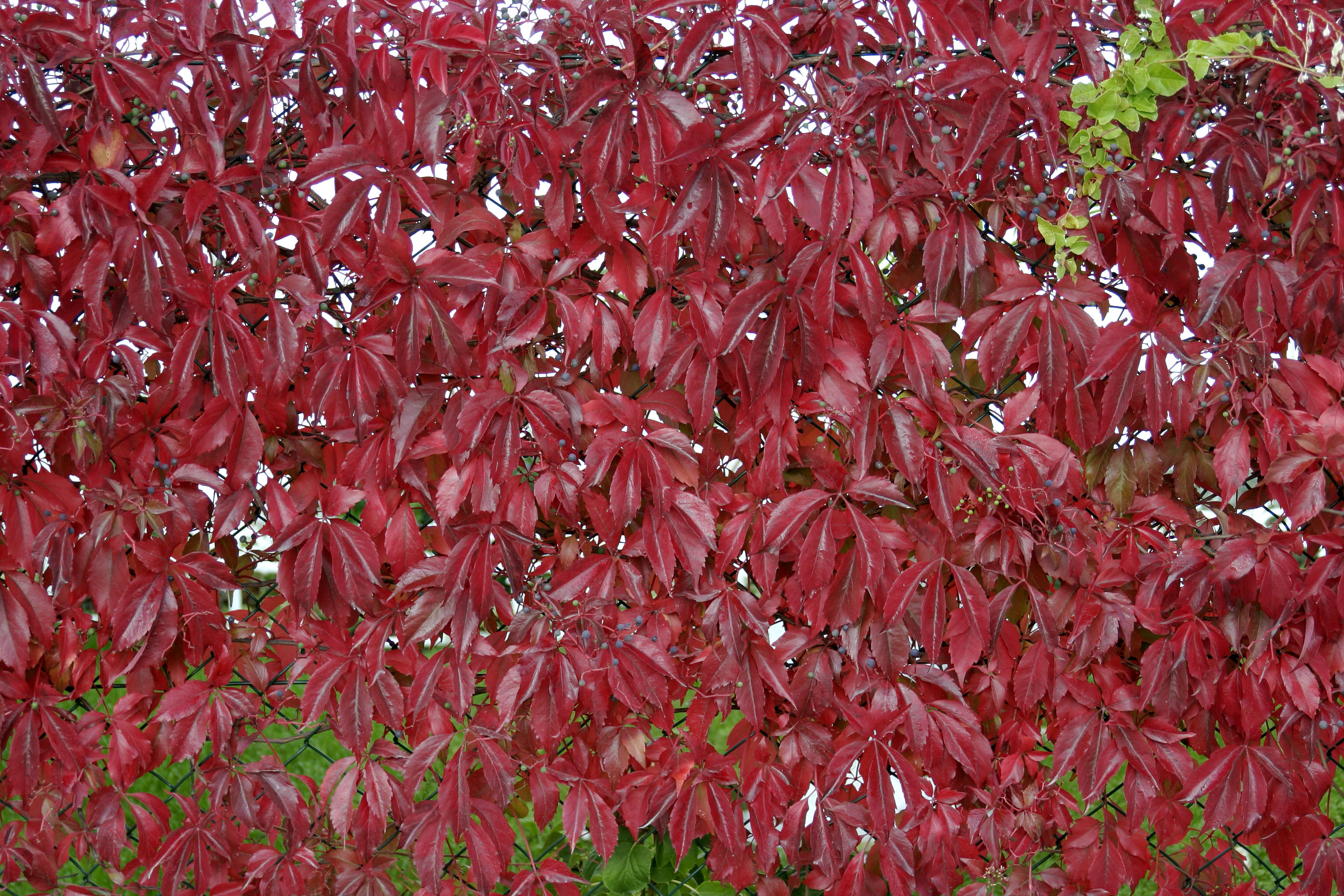
Parthenocissus quinquefolia
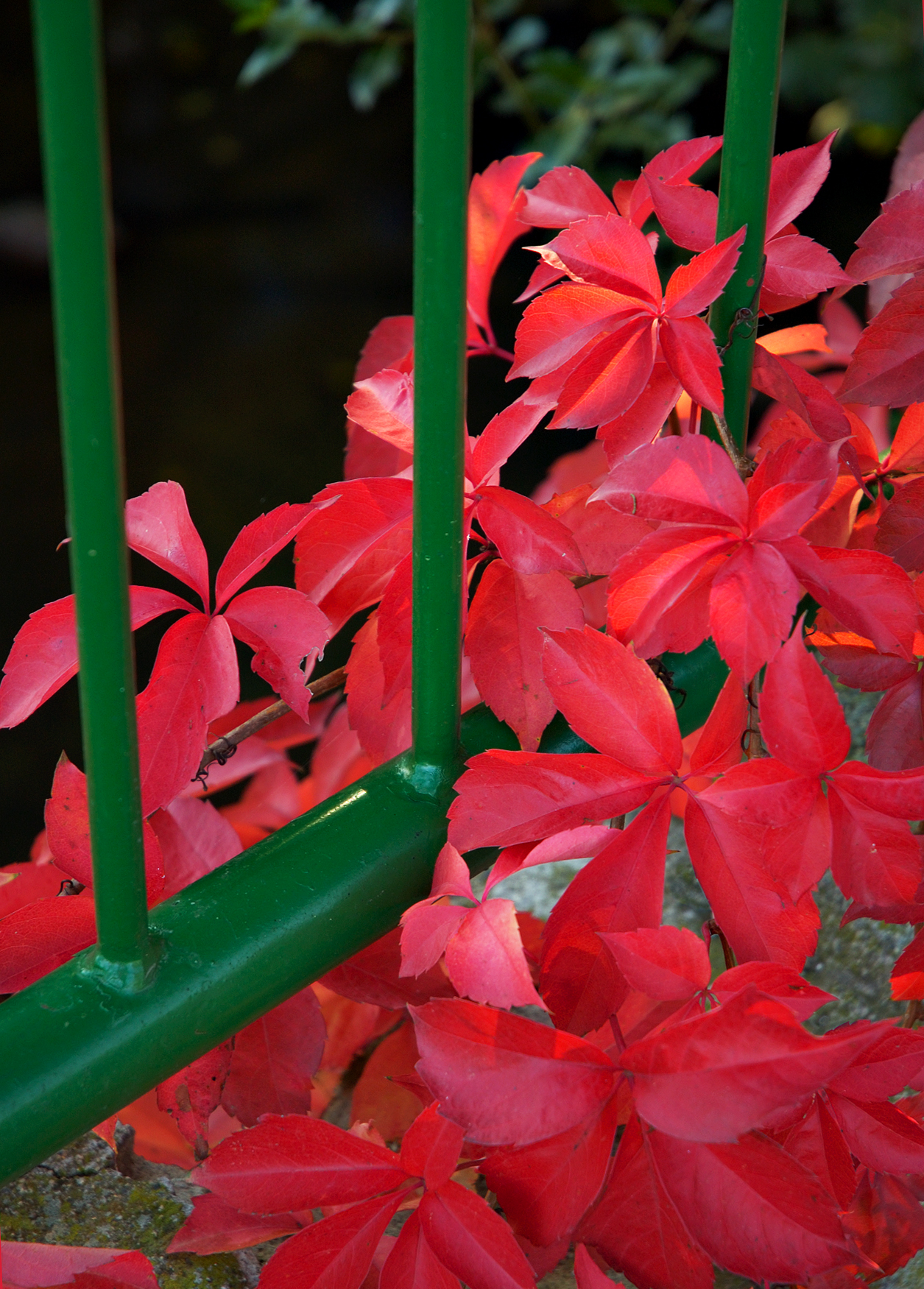
Parthenocissus quinquefolia
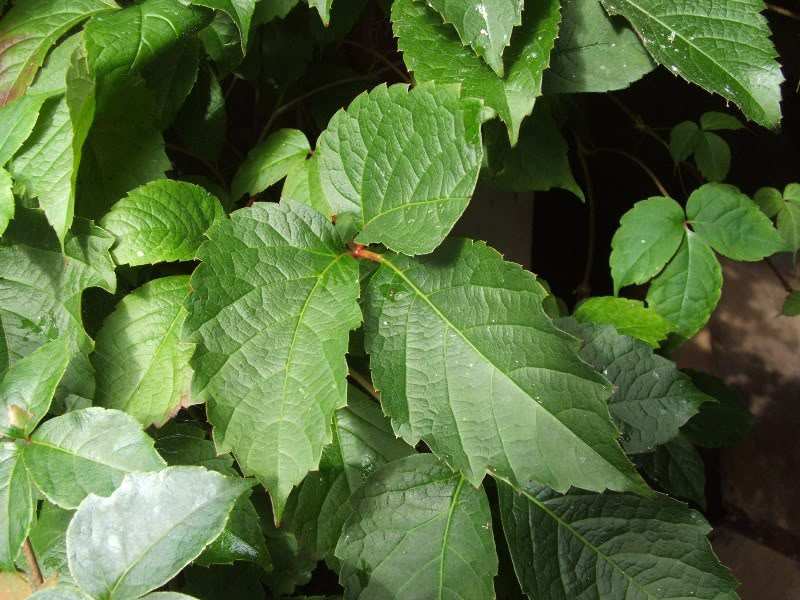
Parthenocissus semicordata/P. himalayana
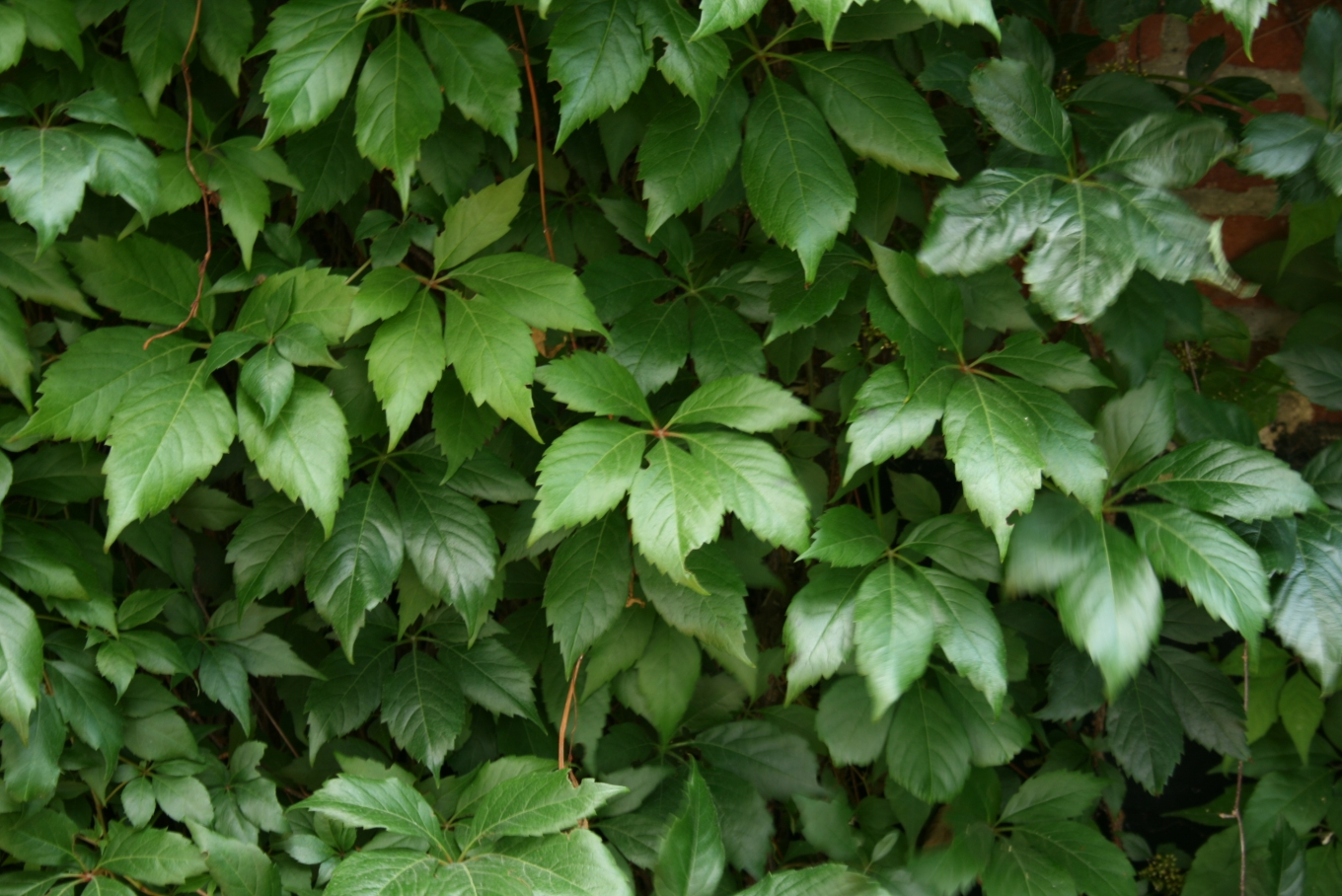
Parthenocissus vitacea
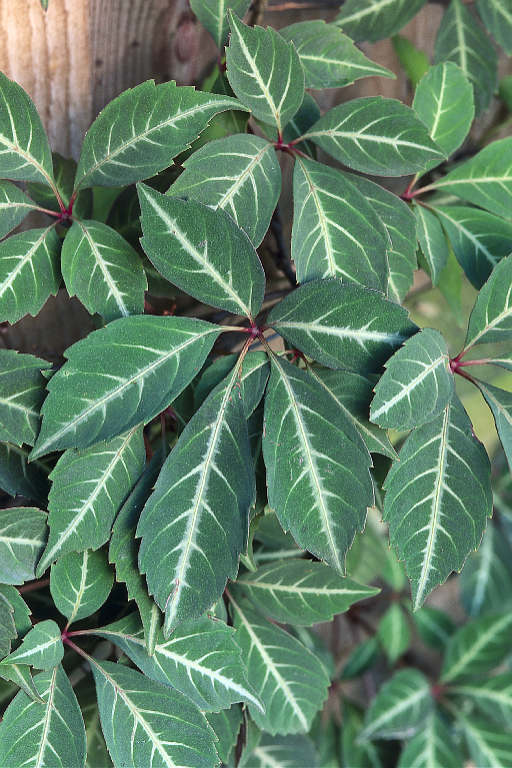
Parthenocissus henryana